# تراموا در ایران

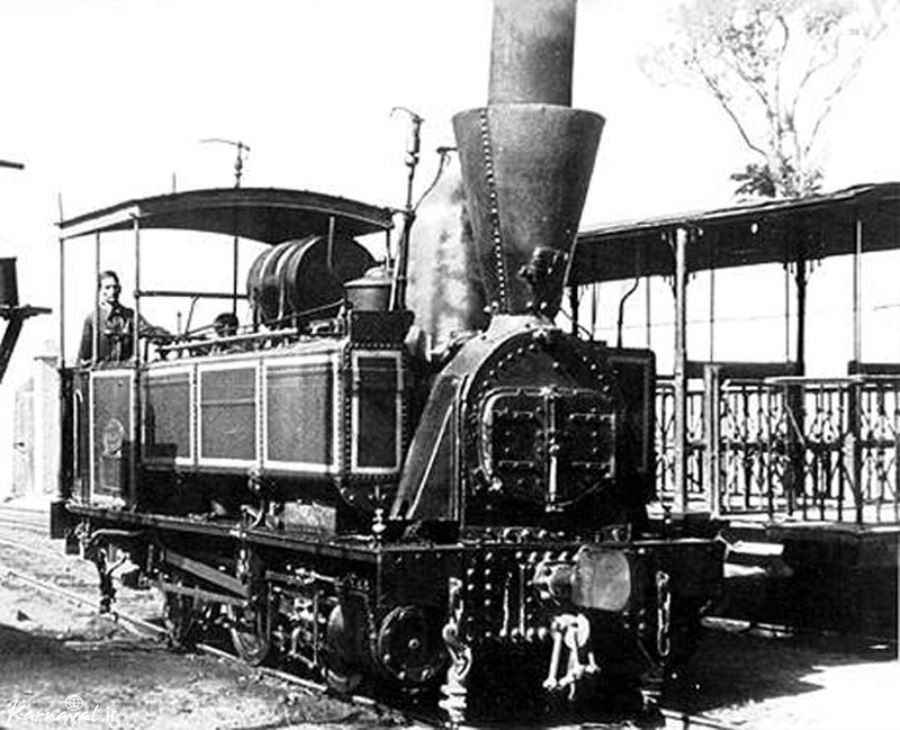
ماشین دودی تهران

تراموا گونه‌ای واگن است که بر روی ریل‌هایی که در خیابان قرار داده شده حرکت می‌کند. سابقه تراموا در ایران به خط آهنی که در سال ۱۲۶۱ خورشیدی میان تهران و ری قرار داشت، بازمی‌گردد. این راه‌آهن ماشین دودی نام داشت و آن را می‌توان در اصل نخستین خط تراموای ایران دانست. این تراموا سرانجام در سال ۱۳۴۱ برچیده شد. قونقا نیز خط آهنی در تبریز بود که در سال ۱۲۸۰ خورشیدی دسترسی شهر به ایستگاه راه‌آهن را تسهیل می‌کرد و تا سال ۱۳۱۸ فعال بود. هم‌اکنون تراموا تهران تنها تراموای فعال در ایران وجود است که در بهره‌برداری آزمایشی است. بجز تهران چندین شهر در پی ساخت آن هستند.

## تراموای اراک
معاون حمل و نقل و ترافیک شهرداری اراک در سال ۱۳۹۴ از ایجاد و راه‌اندازی سیستم تراموا در آینده‌ای نزدیک در شهر اراک خبر داد. استاندار مرکزی در سال ۱۳۹۸ اعلام کرد پروژه احداث مترو و تراموا برای ۱۰ سال از طرح جامع حمل و نقل اراک خارج خواهد شد.

## تراموای ارومیه
طرح احداث تراموا در ارومیه در سال ۱۳۹۳ به طول ۹٫۵ کیلومتر از جاده گلمان‌خانه تا بوستان ساوالان مطرح شد. کلنگ‌زنی این طرح به رغم اتمام مطالعات انجام نشده‌است.

## تراموای اصفهان
ضرورت احداث تراموا در اصفهان نخستین بار سال ۱۳۸۵ توسط مدیریت شهری مطرح شد. برای اصفهان سه مسیر تراموا پیش‌بینی شده‌است. مبدأ هر سه مسیر میدان جمهوری اسلامی است و از این نقطه شهر خطوط تراموا به سمت خیابان امام خمینی، میدان شهدا و میدان آزادی تعریف شده‌است. مطالعات این تراموا در انتظار تصویب شورای عالی ترافیک کشور است.

## تراموای تبریز
بخشی از مجموعه قطار شهری تبریز را تراموا تشکیل خواهد داد که مراحل مطالعاتی آن در خط ۴ متروی تبریز از سال ۱۳۹۴ آغاز شده‌است. از تراموا برای جابجایی مسافران در سه مسیر خط ۴ مترو، خط ۵ مترو و حد فاصل میدان راه‌آهن تا میدان ساعت جمعاً به طول ۵۰ کیلومتر استفاده خواهد شد.

## تراموای تهران
در سال ۱۳۹۷ پیشنهادی از سوی دفتر حمل و نقل ریلی درون‌شهری سازمان شهرداری‌ها و دهیاری‌های کشور مبنی بر راه اندازی تراموا در مسیر اتوبوس‌های تندرو در تهران مطرح شد. در این پیشنهاد عنوان شده بود که تراموا می‌تواند در مسیر اتوبوس‌های تندرو غرب به شرق و شمال به جنوب شهر حرکت کند. کمی بعد رئیس شورای شهر تهران مخالفت خود را با این پروژه اعلام کرد. در سال ۱۴۰۱، شهردار تهران دوباره موضوع راه اندازی تراموا در تهران را از نو مطرح کرده و اوایل آبان ماه ۱۴۰۱ به صورت کوتاه اعلام کرد که" باید از الگوهای دیگر همانند تراموا و توسعه اتوبوسرانی و بازنگری خطوط اتوبوسرانی بهره بگیریم و مطالعاتی در مورد احداث تراموا شروع کرده‌ایم که در دو یا سه خط امکان احداث آن در تهران فراهم شود. در این راستا جلساتی برگزار شده و مشغول کار روی این موضوع هستیم. اگر این امکان فراهم شود تکیه ما روی محور انقلاب – دماوند است و طوری تنظیم خواهیم کرد که امکان جابجایی مسافر هر پنج دقیقه فراهم شود." سخنان شهردار تهران موجی از سوالات را ایجاد کرد چراکه تا  لحظه اعلام این خبر، اعضای شورای شهر اطلاعی از ایده راه اندازی تراموا در شهر تهران نداشتند و همین مسئله سبب شد تا مهدی چمران رئیس شورای شهر تهران با بیان اینکه قطعا توسعه مترو اولویت اول ما در مدیریت شهری است، اعلام کند: اگر صحبت از تراموا می‌شود به جای اتوبوس قرار است استفاده شود. چرا که تراموا بر روی ریل حرکت کرده و برقی است و آلودگی در هوا ایجاد نمی‌کند؛ اما شهر ما پر از چهارراه است و اگر قرار باشد تراموا نیز با هشت واگن به مانند اتوبوس‌های بی آر تی پشت چهارراه‌ها در ترافیک بمانند باید فکری به حال آن کرد، اما معتقدم که باید مطالعات دقیقی در مورد تراموا انجام شود تا مثل مونوریل نشود. مدیرعامل شرکت متروی تهران، محسن هرمزی در مورد سرانجام ساخت تراموا در تهران، اظهار کرد: مطالعاتی از ۱۰ سال پیش برای احداث خطوط «تراموا» انجام شده است. از آنجایی که ما به دنبال خلق خدمات جدید در پایتخت هستیم، بار دیگر انجام مطالعات احداث «تراموا» را مورد بازنگری قرار داده‌ایم تا علاوه بر تکمیل و ساخت خطوط جدید مترو از ظرفیت «تراموا» هم برای کاهش بار ترافیک استفاده کنیم. وی با بیان آنکه ما به دنبال راهکارهای جدیدی هستیم که بار ترافیک شهر را کاهش دهیم و پروژه‌هایی که احداث می‌شود هزینه خود را از محل اجرای همان پروژه تأمین کند، تصریح کرد: در حال حاضر مشغول مطالعه ساخت «تراموا» در مسیرهای مشخص جمهوری - بهارستان و آزادی تا ترمینال شرق (خیابان دماوند) هستیم تا به جای خطوط بی آر تی موجود از «تراموا» استفاده می‌شود. 
مدیرعامل شرکت متروی تهران اضافه کرد: کارشناسان امر در حال بررسی ابعاد مختلف احداث «تراموا» در تهران هستند و اگر پیوست‌های فنی و اقتصادی آن پاسخگو باشد ، پروژه ساخت «تراموا» را برای بررسی بیشتر به شورای شهر می‌بریم تا در صورت تأیید نمایندگان مردم ، اجرای آن را آغاز کنیم. 
هرمزی در پاسخ به این سوال که برخی از کارشناسان معتقدند بهتر است به جای احداث «تراموا» خطوط فعلی مترو تکمیل شوند، گفت: از منظری این صحبت درست است چرا که بهتر است ابتدا شبکه مترو کامل شود؛ اما ایجاد یک مسیر تکمیلی همچون تراموا که وسیله‌ای پاک است برای پوشش هر چه بیشتر ترافیک و کاهش آلودگی هوای تهران لازم است. البته تصمیم به شروع این پروژه نیازمند تکمیل مطالعات است و بعد از آن باید مجوزهای لازم از نهادهایی همچون شورای شهر اخذ شود.
به گفته وی، در واقع  این گونه نخواهد بود که خلق‌الساعه یک روز تصمیم بگیریم که «تراموا» را در تهران بسازیم و بلافاصله این پروژه را آغاز کنیم. به تعبیر دیگر قطعا تکمیل خطوط موجود و تأمین ناوگان شبکه اولویت اول ما است؛ اما احداث «تراموا» با توان بخش خصوصی مغایرتی با توسعه مترو ندارد. 
تراموا تهران از ۲۲ بهمن ۱۴۰۳ به صورت آزمایشی از میدان آزادی تا چهارراه تهرانپارس راه‌اندازی شده و قرار است در صورت موفق بودن تست‌ها از بهار سال ۱۴۰۴ راه‌اندازی کامل شود.

## تراموای رشت
زمزمه اجرای پروژه تراموا در رشت به سال ۱۳۹۵ برمی‌گردد. پروژه ۱۴ کیلومتری تراموای رشت از فرودگاه رشت آغاز و به سمت خیابان سعدی امتداد یافته و از هسته مرکزی شهر به سمت میدان گیل گذر می‌کند و در نهایت تا مسکن مهر ادامه می‌یابد. این طرح هنوز در شورای ترافیک وزارت کشور به سرانجام نرسیده‌است.

## تراموای شیراز
پروژه احداث یک خط ۱۰ کیلومتری تراموا در شیراز در اردیبهشت ۱۳۹۹ با اعتبار بیش از دو هزار میلیارد تومان کلید خورد. این خط از شاهزاده قاسم آغاز و پس از گذر از حرم شاهچراغ، مجموعه زندیه (فلکه شهرداری)، دروازه اصفهان و آرامگاه حافظ به پایانه آرامگاه سعدی می‌رسید. بنا بود فاز نخست این پروژه از شاهزاده قاسم تا دروازه اصفهان یک سال بعد و در سال ۱۴۰۰ افتتاح شود. در مرداد ۱۴۰۰ اعلام شد این پروژه به علت عدم تصویب در شورای حمل و نقل کشور متوقف شده‌است.

## تراموای قزوین
تفاهم‌نامه احداث تراموا در قزوین در سال ۱۳۹۷ منعقد شد. این پروژه به طول ۱۱ کیلومتر و از شرق به غرب قزوین در محور مواصلاتی نسیم شمال تا میدان مینودر امتداد خواهد داشت. رئیس شورای شهر قزوین در سال ۱۳۹۹ اعلام کرد با توجه به نوسانات اقتصادی اجرای این طرح در توان شهرداری قزوین نیست.

## تراموای قم
در سال ۱۳۹۸ اعلام شد مطالعات برای ایجاد تراموا در هسته مرکزی شهر قم آغاز شده‌است. اطلاعات بیشتری از این پروژه در دست نیست.

## تراموای کرج
در سال ۱۳۹۸ آغاز مطالعات برای ایجاد یک خط تراموا در کرج اعلام شد. این خط بلوار بسیج عظیمیه، خیابان مطهری، فلکه اول رجایی شهر و خیابان نهم شاهین ویلا را به بلوار خوارزمی در غرب کرج متصل کند.

## تراموای کرمان
در سال ۱۳۹۸ اعلام شد برنامه‌هایی برای ایجاد تراموا در کرمان از فرودگاه تا میدان شهدا وجود دارد. این پروژه در انتظار آغاز مطالعات است.

## تراموای کرمانشاه
اولین‌بار در سال ۱۳۷۸ پروژه تراموای کرمانشاه مطرح شد، اما به نتیجه خاصی نرسید. در سال‌های بعدی پروژه‌های مترو و مونوریل کرمانشاه به روی کار آمدند. هم‌اکنون برنامه‌ای برای ایجاد تراموا در کرمانشاه وجود ندارد.

## تراموای کیش
در سال ۱۳۹۸ اعلام شد شبکه تراموای کیش به صورت دو خطه به طول ۸ کیلومتر در منطقه تجاری جزیره، بین «میدان هرمز» و «سه راه مرجان» اجرا می‌شود.

## تراموای گرگان
طرحی که از سال ۱۳۹۳ مطرح بود و اواخر سال ۱۳۹۷ در جلسه شورای ترافیک شهرستان پیگیری تراموا و ساخت آن در گرگان تصویب شد ولی تاکنون خبری در دسترس نیست.

## تراموای مشهد
در سال ۱۳۹۱ ایجاد تراموا در شهر مشهد به تصویب شورای شهر رسید. این طرح شامل ۲ خط تراموا بود خط یک تراموای مشهد که جزوی از قطارشهری مشهد بود از حرم مطهر به میدان شهدا از میدان شهدا به خیابان آبکوه و پس از طی کردن بزرگراه آزادی به بلوار معلم و پس از آن ورود به شهرک غرب و منتهی به اراضی الهیه و خط دوی آن از حرم مطهر شروع و پس از پیمودن بلوار مصلی،مهرآباد و گلشهر به التیمور میرفت اما تاکنون این طرح به مرحله بهره برداری نرسیده است.

## تراموای همدان
زمزمه‌های ایجاد ترامکویت در همدان در سال ۱۴۰۴ آغاز شد. این طرح سه خط میدان بیمه تا شهرک فرهنگیان، میدان قائم به شهرک مدنی و تپه حاج‌عنایت تا میدان کربلا را دارد که هر خط آن در حدود ۱ کیلومتر است. پروژه تراموا در همدان که ساختاری گرد دارد دارای مخالفان فراوانی است و هم‌اکنون در انتظار تصویب در شورای عالی ترافیک کشور می‌باشد.